# Deens-Zweedse oorlogen
De naam Deens-Zweedse Oorlogen kan toegepast worden op de oorlogen die zijn uitgevochten tussen Denemarken en Zweden. Deze reeks oorlogen begint in 1521 en eindigt tijdens de napoleontische oorlogen omstreeks 1809.
Zweedse Onafhankelijkheidsoorlog (1521-1524) · Zevenjarige Oorlog (1563-1570) · Kalmaroorlog (1611-1613) · Deens-Zweedse Oorlog (1643-1645) · Noordse Oorlog (1655-1660) · Schoonse Oorlog (1674-1679) · Noordse Oorlogen: Deens-Zweedse Oorlog (1657-1658) & Zweeds-Nederlandse Oorlog (1658-1660) · Grote Noordse Oorlog (1700-1721) · Russisch-Zweedse Oorlog (1788-1790) · Finse Oorlog (1808-1809)